# Ryszard Pagacz
Ryszard Pagacz (ur. 13 sierpnia 1959 w Buczu) – polski samorządowiec, urzędnik i nauczyciel, w 2018 przewodniczący rady miejskiej w Tarnowie, w latach 2020–2023 wicewojewoda małopolski, od 2024 wicemarszałek województwa małopolskiego.

## Życiorys
Z zawodu nauczyciel, ukończył studia na wydziale Matematyczno-Fizyczno-Chemicznym Wyższej Szkoły Pedagogicznej w Krakowie. Kształcił się podyplomowo w zakresie marketingu w Małopolskiej Wyższej Szkole Ekonomicznej w Tarnowie oraz pozyskiwania funduszy z Unii Europejskiej w Akademii Górniczo-Hutniczej, podjął także studia typu MBA. Pracował m.in. w Urzędzie Wojewódzkim w Tarnowie, starostwie powiatowym w Brzesku oraz Kasie Rolniczego Ubezpieczenia Społecznego. Kierował tarnowskim biurem powiatowym Agencji Restrukturyzacji i Modernizacji Rolnictwa.
Zaangażował się w działalność polityczną w ramach Polskiego Stronnictwa Ludowego, z jego listy w 2001 kandydował do Senatu w okręgu nr 14 (zajął 4 miejsce na 11 kandydatów). Później przeszedł do Prawa i Sprawiedliwości: w 2017 został szefem tarnowskich struktur partii, kierował także biurem poselskim Włodzimierza Bernackiego. Kandydował bez powodzenia do rady miejskiej w Tarnowie w 2006 i sejmiku małopolskiego w 2010. Mandat w tarnowskiej radzie uzyskiwał w 2014 i 2018, od stycznia 2018 do końca VII kadencji pełnił funkcję jej przewodniczącego. 18 grudnia 2020 powołano go na stanowisko drugiego wicewojewody małopolskiego, natomiast w lipcu 2022 został pierwszym wicewojewodą (po śmierci Józefa Leśniaka). W 2023 bezskutecznie ubiegał się o mandat posła X kadencji. W listopadzie 2023 tymczasowo objął obowiązki wojewody po wyborze Łukasza Kmity do Sejmu. W grudniu tego samego roku zakończył pełnienie funkcji wicewojewody. W 2024 wybrany do sejmiku małopolskiego. W lipcu 2024 wybrany na stanowisko wicemarszałka województwa małopolskiego.

## Wyniki wyborcze
| Wybory | Komitet                          | Komitet                    | Organ                   | Okręg           | Wynik           |
| ------ | -------------------------------- | -------------------------- | ----------------------- | --------------- | --------------- |
| 2001   |                                  | Polskie Stronnictwo Ludowe | Senat V kadencji        | nr 14           | 41 225 (17,98%) |
| 2006   |                                  | Prawo i Sprawiedliwość     | Rada Miejska w Tarnowie | nr 3            | 97 (1,02%)      |
| 2010   | Sejmik województwa małopolskiego | Prawo i Sprawiedliwość     | nr 5                    | 2779 (1,43%)    |                 |
| 2014   | Rada Miejska w Tarnowie          | Prawo i Sprawiedliwość     | nr 3                    | 568 (6,35%)     |                 |
| 2018   | Rada Miejska w Tarnowie          | Prawo i Sprawiedliwość     | nr 3                    | 960 (8,68%)     |                 |
| 2023   | Sejm X kadencji                  | Prawo i Sprawiedliwość     | nr 15                   | 6 329 (1,57%)   |                 |
| 2024   | Sejmik województwa małopolskiego | Prawo i Sprawiedliwość     | nr 5                    | 30 646 (14,09%) |                 |

## Życie prywatne
Żonaty, ma trzy córki.